# Aston Martin DB2/4
L'Aston Martin DB2/4 est une automobile sportive du constructeur britannique Aston Martin. Produite de 1954 à 1957, elle est une évolution 2+2 de la DB2 qui souffre de ne pouvoir accueillir plus de deux personnes et un volume de bagages important. La DB2/4 — 4 pour quatre places — corrige ainsi ces défauts grâce à une longueur de caisse portée à 4 305 mm.
Présentée officiellement en 1953 au Salon de l'automobile de Londres, l'Aston Martin DB2/4 innove en matière de carrosserie. Par sa porte ouverte dans le fastback, elle devient le premier modèle hatchback.

## Genèse
Au début des années 1950, la concurrence entre les constructeurs de sportives de prestige se fait rude, si bien que David Brown, propriétaire de la marque britannique depuis 1947, ressent le besoin d'améliorer les performances de sa sportive, la DB2. Par ailleurs, Brown désire élargir sa clientèle en lui offrant davantage d'aspects pratiques. Ainsi nait la DB2/4, dénommée « family saloon » dans les brochures commerciales.
En 1955, la DB2/4 est assemblée par Tickford à Newport Pagnell. Peu connue du public car éphémère, une version dénommée Fixed Head Coupé fait son apparition. Son dessin étant peu apprécié, Aston Martin l'abandonne en 1958 après seulement 34 exemplaires produits. La DB2/4 sera officiellement remplacée la même année par une version plus puissante, baptisée Mk II, qui intègre quelques modifications de carrosserie.

## Design

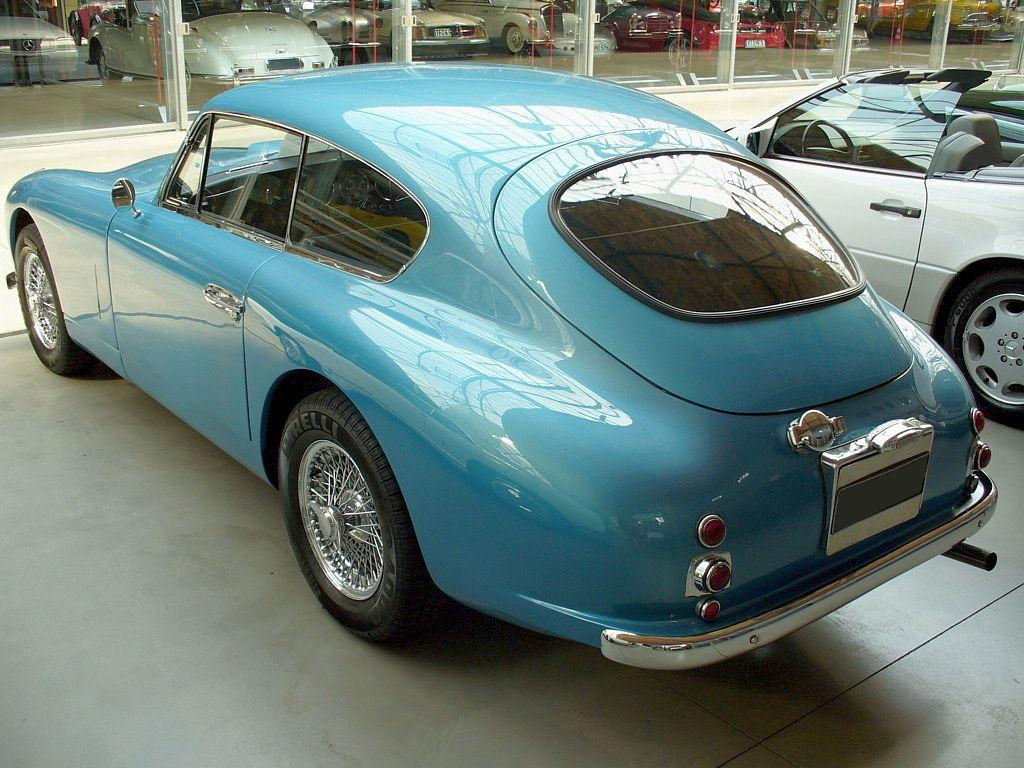
La DB2/4 est le premier modèle hatchback.

Esthétiquement, les différences entre la DB2 et la DB2/4 ne sont pas marquantes, mais bien présentes à commencer par le fastback. Ce dernier évolue en hatchback en y intégrant un hayon, afin de faciliter l'accès aux bagages et améliorer le volume de chargement. Cette nouveauté est une première en automobile et sera reprise par bon nombre de modèles par la suite. Par ailleurs, les phares sont placés plus haut sur la carrosserie.
Quelques rares Aston Martin DB2/4 seront carrossées par Bertone (trois cabriolets et un coupé) ou Allemano ; le dessin de ces modèles à part est particulièrement différent de la DB2/4 « classique », carrossée par Touring.

## Moteur et performances

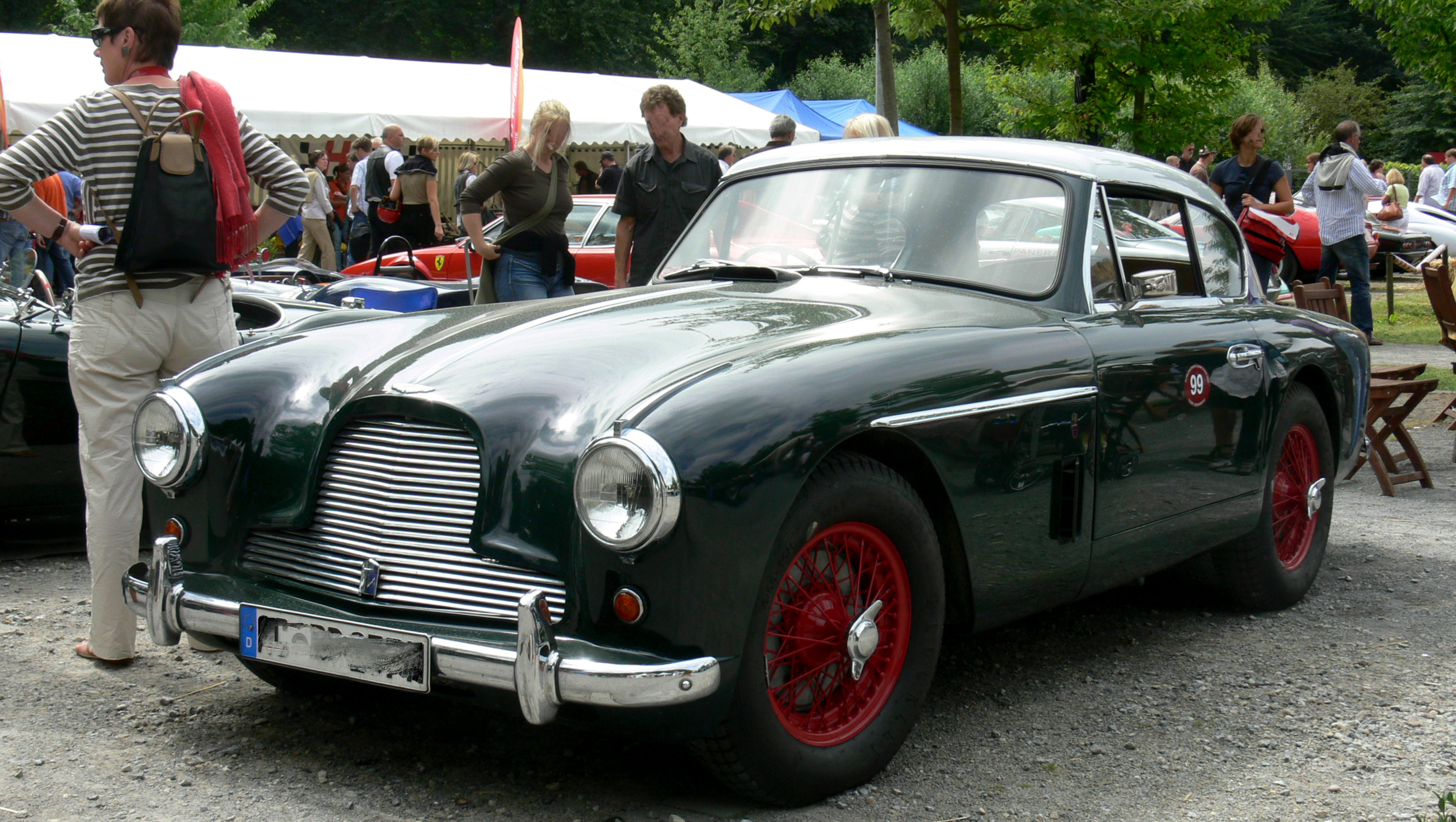
Une Aston Martin DB2/4 Mark II à Dyck Castle en Allemagne.

L'Aston Martin DB2/4 conserve le 6 cylindres en ligne de sa devancière mais dont la puissance est portée à 125 ch ; une évolution qui compense à peine l'augmentation de poids. En 1954, le moteur développé par Tadek Marek est réalésé à 83 mm, pour une cylindrée de désormais 2 922 cm3. Développant ainsi 142 ch, il offre une sonorité rauque et métallique,.
La DB2/4 dépasse la barre symbolique des 200 km/h et se positionne ainsi « parmi les meilleures sportives du moment ». Malgré une suspension ferme, elle est « douce et fiable autant qu'amusante à conduire ».

### Mark II
La Mark II, apparue quant à elle en 1958, n'est livrée qu'en version Vantage – en version sportive, selon la terminologie d'Aston Martin – dont le moteur développe 165 ch à 5 500 tr/min grâce à des soupapes plus larges et de nouveaux arbres à cames.
George Constantine notamment fit courir la voiture de 1956 à 1958 aux États-Unis, la faisant entre autres terminer deuxième du Nassau Tourist Trophy en 1958, après une troisième place aux 1 Heures de Thompson en 1957.

## Châssis
Afin d'accueillir deux occupants supplémentaires, l'empattement est allongé de 180 mm et la ligne de pavillon est rehaussée. Deux sièges à dossier rabattable ont ainsi été intégrés à l'habitacle de la DB2 « standard » pour la transformer en DB2/4,.